# Sancataldese Calcio
L'A.S.D. Sancataldese Calcio, meglio nota come Sancataldese è una società sportiva italia, con sede a San Cataldo, in provincia di Caltanissetta. Milita in Serie D, quarta divisione del campionato italiano di calcio.
Fondata come Società Polisportiva Sancataldese nel 1949, venne rifondata nel 1957 come Unione Sportiva Sancataldese, che nella stagione 1995-96 approdò per la prima volta al Campionato Nazionale Dilettanti. Divenuta Associazione Sportiva Sancataldese nel 2005, dopo la fusione con l'Associazione Sportiva Sommatino Calcio del 2008, ha assunto l'attuale denominazione societaria, e dopo il declino dei primi anni duemila che l'ha vista precipitare nei tornei dilettantistici più bassi, è successivamente risalita ai livelli più alti.
È la terza squadra calcistica per importanza storica del Libero consorzio comunale di Caltanissetta, subito dopo il Gela e la Nissa. Il livello massimo di categoria raggiunto è stata la Serie D, in cui annovera 14 presenze.

## Storia
Le origini del calcio nella cittadina siciliana di San Cataldo, nel libero consorzio comunale di Caltanissetta, risalgono al 1945, quando alcuni giovani del luogo diedero vita ad una squadra denominata Robur, che praticava attività calcistica a livello amatoriale.
Il 19 agosto 1949, un gruppo di appassionati di calcio, formato dall'avvocato Calogero Cammarata - detto Lilli - dal fratello di questi il professor Nunzio Cammarata, dal professor Nicolò Asaro - che negli anni sessanta diverrà senatore della Repubblica - dal professor Antonino Casubolo, dall'ingegner Salvatore Sardo, e dal signor Antonino Provenzano, diede vita alla Società Polisportiva Sancataldese. Della neocostituita società l'avvocato Cammarata e il professor Asaro, assunsero rispettivamente i ruoli di presidente e segretario, e la squadra, composta in prevalenza da giovani sancataldesi e nisseni, debuttò nel girone A di Seconda Divisione, in cui vinse 16 delle 18 partite disputate, e si piazzò in testa alla classifica ottenendo così l'accesso alla Prima Divisione.
Le attività della Polisportiva durarono fino al 1957, quando venne messa in liquidazione per problemi economici, che si aggiungevano alla crisi della squadra che precipitò nelle categorie inferiori. A decretarne la scomparsa fu un episodio curioso: durante una partita fu smarrito un intero blocchetto di biglietti e la mancanza dei denaro per poter pagare i diritti SIAE costrinse la dirigenza a far fallire la società. Nel mese di gennaio di quello stesso anno, su iniziativa dell'ingegner Sardo - tra i soci fondatori della Polisportiva di cui fu anche vicepresidente - venne costituita l'Unione Sportiva Sancataldese, che ne raccolse così il testimone.
L'US Sancataldese iniziò la propria attività agonistica a livello federale nella stagione 1960-61, in Prima Divisione, in cui si piazzò al secondo posto nel girone C, alle spalle del Delia capolista. Nella stagione seguente, il 1961-62, la compagine verdeamaranto si piazzò in testa alla classifica del girone D di Seconda Categoria (ex Prima Divisione), ma pur avendo diritto alla promozione in Prima Categoria, dovette rinunciare alla partecipazione al torneo per motivi finanziari, ed il suo posto venne occupato dal Terranova Gela, che venne ripescato. La permanenza in Seconda Categoria durò fino alla stagione 1969-70, in cui la Sancataldese si piazzò quarta nel girone D, ma venne ripescata in Prima Categoria per la stagione 1970-71.
Nella stagione 1973-74, la Sancataldese, al cui timone della società vi era Ignazio Mauro, alla guida tecnica della squadra Vittorio Vullo, e nella quale il giocatore più rappresentativo era il centravanti Giuseppe Porrovecchio, vinse il girone D di Prima Categoria, dopo una lunga lotta per il primato con il Favara, e determinante fu la vittoria in casa ottenuta all'ultima giornata contro il Gattopardo per 4-2. La compagine di San Cataldo dopo oltre venti anni tornava a disputare la massima competizione regionale, e la sua permanenza nel campionato di Promozione durò tra le stagioni 1974-75 e 1975-76, e tra le stagioni 1977-78 e 1978-79.
Negli anni ottanta ebbe inizio il declino della Sancataldese, che per l'intero decennio militò quasi stabilmente in Prima Categoria. Nel 1989, la società amaranto venne rilevata da una cordata di imprenditori locali guidata da Michele Marcenò, che ne divenne il presidente: l'epoca Marcenò - che durò fino al 2000 - fu la più importante della storia del club di San Cataldo sotto il profilo dei risultati. Al termine della stagione 1991-92, la Sancataldese partecipò al "Torneo Acqua Vera", formato da 16 squadre dilettantistiche, organizzato dall'omonima azienda veneta produttrice di acqua minerale in bottiglia, e svoltosi a Roma. La formazione siciliana, nuovamente allenata da Vullo, arrivò fino alla finale, dove fu sconfitta per 4-1 da quella emiliana del Castel San Pietro Terme. Alla finale, disputata allo Stadio dei Marmi, erano presenti circa 200 tifosi venuti da San Cataldo. A partire dalla stagione 1989-90, la Sancataldese iniziò un importante cammino che la condusse dalla Seconda Categoria fino allo storico approdo al Campionato Nazionale Dilettanti: nella stagione 1994-95, arrivò seconda nel girone A di Eccellenza e vinse gli spareggi contro Licata, Giarre e la formazione sarda dell'Iglesias. La sua permanenza nel massimo torneo dilettantistico nazionale - divenuto Serie D - durò ininterrottamente per sette stagioni consecutive, dal 1995-96 al 2001-2002.
Dopo la prima retrocessione in Eccellenza, il club verdeamaranto disputò dei campionati con modesti piazzamenti di classifica. Nel 2005, assunse la denominazione di Associazione Sportiva Dilettantistica Sancataldese, e militò in Eccellenza fino alla stagione 2006-2007, in cui retrocedette in Promozione. Fece seguito un'altra retrocessione in Prima Categoria la stagione successiva: al termine della stagione 2007-2008, la formazione verdeamaranto allenata da Torregrossa si piazzò al tredicesimo posto nel girone D di Promozione, e fu costretta allo spareggio, che si disputò in campo neutro a Bagheria contro il Marsala, conclusosi per 1-1, risultato che premiò i lilibetani in virtù del miglior piazzamento in classifica nella stagione regolare.
Nell'estate del 2008, al termine della deludente stagione che vide la retrocessione dei verdeamaranto in Prima Categoria, i due presidenti dell'ASD Sancataldese e dell'AS Sommatino Calcio, Geraci e Spallino, si accordarono per un progetto di fusione tra i due sodalizi della provincia nissena, che portò alla nascita dell'Associazione Sportiva Dilettantistica Sancataldese Calcio. Il titolo sportivo venne trasferito da Sommatino a San Cataldo, e i verdeamaranto presero il posto degli amaranto nel girone A del campionato di Promozione, che si erano piazzati all'ottavo posto la stagione precedente. Nella stagione 2008-2009, la Sancataldese, allenata nuovamente da Lirio Torregrossa, vinse il proprio girone ed approdò direttamente in Eccellenza, in cui militò per sette stagioni consecutive.
Nella stagione 2018-19, in Serie D, la guida tecnica della squadra è stata affidata all'ex fantasista e capitano del Catania in Serie A, Giuseppe Mascara, il quale poi si è dimesso dopo 15 giornate. Dopo le dimissioni rassegnate da Mascara, sulla panchina verdeamaranto si succedono due allenatori, l'argentino Juan Manuel Milanesio e Antonio Alacqua, ma la situazione in classifica è precaria e la squadra, che a fine stagione si piazza al tredicesimo posto, è costretta a disputare lo spareggio-salvezza per la permanenza in Serie D: il 12 maggio 2019, la Sancataldese gioca nel suo stadio contro i calabresi del Roccella, contro cui perde per 2-3 dopo i tempi supplementari, e la sconfitta causa la retrocessione in Eccellenza.
Nella stagione 2020-21 riconquista la promozione in Serie D, vincendo la finale play-off sul neutro di Mazara del Vallo contro l'Akragas con il risultato di 3-0. Nella stagione 2021-22, dopo un inizio negativo di campionato con 7 sconfitte consecutive e le dimissioni dell'allenatore Alessandro Settineri, la guida tecnica della squadra viene affidata a Giovanni Campanella, che riesce a risollevare la squadra conducendola ad una tranquilla salvezza.
La stagione 2022-23 inizia con un nuovo allenatore, Matteo Vullo. La squadra ottiene una storica vittoria nel turno preliminare di Coppa Italia Serie D ai calci di rigore contro il Catania, tuttavia in campionato l'inizio è ancora una volta negativo, arrivano le dimissioni dell'allenatore Vullo e la squadra viene affidata a Pietro Infantino. Sotto la sua guida la squadra risale dal fondo della classifica fino ad ottenere il record storico di 52 punti in un campionato di Serie D a 18 squadre e mancando per un solo punto l'accesso per la prima volta ai Play-Off di categoria. La stagione verrà anche ricordata per l'imbattibilità che la Sancataldese manterrà nelle tre sfide ufficiali disputate contro il Catania. Terminano infatti in parità entrambe le sfide in campionato, con il 3-3 dell'Angelo Massimino destinato a entrare nella storia della società verdeamaranto e unico passo falso casalingo del Catania nell'intera stagione.

## Colori e simboli

### Colori
Dal 1945,  i colori sociali della Sancataldese sono il verde e l'amaranto. Pur tuttavia in alcune stagioni dei primi anni venivano usate casacche con altri colori in quanto il verde amaranto erano difficili da reperire.

### Simboli ufficiali

#### Stemma
Lo stemma della Sancataldese suddiviso in tre parti: il primo quarto riporta lo stemma del Comune di San Cataldo, di campo verde e croce d'oro; nel secondo quarto di colore amaranto la data del 1945 scritta di bianco, circondata da due spighe di grano; nel terzo, della metà dello stemma, sono raffigurate le strisce verticali verdeamaranto con un pallone di cuoio d'oro. Le due parti, superiore e inferiore dello stemma, sono separate da una striscia bianca che riporta la dicitura "SANCATALDESE CALCIO" in amaranto.

## Strutture

### Stadio
La Sancataldese disputa le proprie partite casalinghe e i propri allenamenti allo Stadio "Valentino Mazzola" di San Cataldo, situato in pieno centro. Sorto alla fine degli anni quaranta, le tribune furono costruite negli anni successivi. Nel 2010, l'impianto è stato oggetto di lavori di ristrutturazione, i quali hanno portato all'installazione del manto in erba sintetica sul terreno di gioco. La capienza massima di spettatori nelle tribune è di 3500 unità.

## Società
| Anni      | Denominazione                                             |
| --------- | --------------------------------------------------------- |
| 1949-1957 | Società Polisportiva Sancataldese                         |
| 1957-2005 | Unione Sportiva Sancataldese                              |
| 2005-2008 | Associazione Sportiva Dilettantistica Sancataldese        |
| dal 2008  | Associazione Sportiva Dilettantistica Sancataldese Calcio |

### Organigramma societario
- Ivano La Cagnina - Presidente
- Dario Spinello - Vicepresidente
- Lirio Torregrossa - Direttore generale
- Marco Rizzieri - Direttore sportivo
- Fabio Bonsignore - Addetto stampa
- Biagio Anzalone - Accompagnatore
- Stefano Bari - Fisioterapista

## Allenatori e presidenti
- 1949-1959 ...
- 1959-1960  Andrea Angilella
- 1960-1969 ...
- 1969-1970  Bernardo Savoia
- 1970-1972  Michele Andaloro
- 1972-1973  Giuseppe Spanò
- 1973-1975  Vittorio Vullo
- 1975-1976  Giovanni Luna
- 1976-1978  Guerrino Braggio
- 1978-1979  Vittorio Vullo

 Ernesto Cipollone
- 1979-1980  Ernesto Cipollone
- 1980-1981  Pietro La Manna
- 1981-1982  Ernesto Cipollone

 Marcello Magliocco
- 1982-1983  Guerrino Braggio
- 1983-1984  Vincenzo Urbano
- 1984-1985  Giuseppe Cannarozzo

 Vincenzo Amico
- 1985-1986  Filippo Terzo

 Vittorio Vullo
- 1986-1987  Vittorio Vullo
- 1987-1988  Mario Vitale

 Giuseppe Ansaldi
- 1988-1989  Mario Vitale

 Giuseppe Ansaldi
- 1989-1992  Vittorio Vullo
- 1992-1993  Giuseppe Cannarozzo

 Vittorio Vullo
- 1993-1995  Stefano Valenti
- 1995-1996  Guido De Maria

 Salvatore Vullo
 Guido De Maria
- 1996-1997  Giovanni Italia

 Giovanni Campanella
- 1997-1998  Raimondo Filippazzo
- 1998-1999  Giovanni Italia

 Angelo Cartone
 Maurizio Miranda
- 1999-2000  Stefano Francioni

 Salvatore Aiello
- 2000-2001  Diego Ficarra

 Salvatore Vassallo
 Piero Lombardi
- 2001-2002  Liborio Torregrossa

 Angelo Cartone
- 2002-2003  Giovanni Italia
- 2003-2004  Giuseppe Tirrito

 Otello Ribellino
- 2004-2005  Domenico Bellomo

 Raimondo Giambra
 Domenico Bellomo
- 2005-2007  Angelo Cartone

 Otello Ribellino
- 2007-2008  Raimondo Giambra

 Liborio Torregrossa
- 2008-2009  Liborio Torregrossa
- 2009-2010  Angelo Greco

 Liborio Torregrossa
- 2010-2011  Domenico Bellomo
- 2011-2012  Orazio Pidatella
- 2012-2013  Liborio Torregrossa
- 2013-2014  Liborio Torregrossa

 Rosario Marcenò
- 2014-2018  Rosario Marcenò
- 2018-2019  Giuseppe Mascara

 Juan Manuel Milanesio
 Antonio Alacqua
- 2019-2020  Sebastiano Catania
- 2020-2021  Alessandro Settineri
- 2021-2022  Alessandro Settineri

 Giovanni Campanella
- 2022-2023  Matteo Maria Vullo

 Pietro Infantino
- 2023-2024  Pietro Infantino

 Accursio Sclafani
 Francesco Passiatore
 Eugenio Lu Vito
- 2024-  Orazio Pidatella

- 1949-1950  Calogero Cammarata
- 1950-1951  Michele Sanfilippo
- 1951-1952  Salvatore Vasapolli
- 1952-1955 ...
- 1955-1956  Antonino Casubolo
- 1956-1957  Michele Andaloro

 Andrea Angilella
- 1957-1958  Salvatore Sardo
- 1958-1969 ...
- 1969-1970  Franco Caramanna (commissario straordinario)
- 1970-1971  Attilio Pilato
- 1971-1973 ...
- 1973-1976  Ignazio Mauro
- 1976-1977  Vincenzo Milazzo
- 1977-1980  Michele Naro
- 1980-1982  Vincenzo Giamporcaro (commissario straordinario)

 Giuseppe Giambra (commissario straordinario)
- 1982-1983  Osvaldo Valenza (commissario straordinario)
- 1983-1986  Salvatore Intilla

 Calogero Puzzanghera (commissario straordinario)
- 1986-1987  Vincenzo Diliberto
- 1987-1988  Filippo Sardo (commissario straordinario)
- 1988-1989  Vincenzo Amico
- 1989-2000  Michele Marcenò

 Antonio Infantino
- 2000-2002  Salvatore Riggi
- 2002-2004  Michele Geraci
- 2004-2005  Ivano La Cagnina
- 2004-2005  Denis Amico

 Salvatore Anzalone
- 2005-2007  Salvatore Anzalone

 Giuseppe Livrizzi
- 2007-2009  Michele Geraci
- 2009-2019  Giuseppe Diliberto
- 2019-  Ivano La Cagnina

## Palmarès

### Competizioni regionali
- Eccellenza: 1

2020-2021 (girone A)
- Promozione: 2

1991-1992 (girone B), 2008-2009 (girone B)
- Seconda Divisione: 1

1949-1950 (girone A)
- Prima Categoria: 3

1973-1974 (girone D), 1976-1977 (girone D), 1990-1991 (girone D)
- Seconda Categoria: 3

1961-1962 (girone D), 1983-1984 (girone G), 1989-1990 (girone H)
- Coppa Trinacria: 1

1989-1990

## Statistiche e record

### Partecipazioni ai campionati

#### Campionati nazionali
| Livello | Categoria                       | Partecipazioni | Debutto   | Ultima stagione | Totale |
| ------- | ------------------------------- | -------------- | --------- | --------------- | ------ |
| 4º      | Serie D                         | 8              | 2016-2017 | 2025-2026       | 8      |
| 5º      | Campionato Nazionale Dilettanti | 4              | 1995-1996 | 1998-1999       | 7      |
| 5º      | Serie D                         | 3              | 1999-2000 | 2001-2002       | 7      |

#### Campionati regionali
| Livello | Categoria         | Partecipazioni | Debutto   | Ultima stagione | Totale |
| ------- | ----------------- | -------------- | --------- | --------------- | ------ |
| I       | Prima Divisione   | 2              | 1950-1951 | 1951-1952       | 24     |
| I       | Promozione        | 5              | 1954-1955 | 1978-1979       | 24     |
| I       | Eccellenza        | 17             | 1992-1993 | 2020-2021       | 24     |
| II      | Seconda Divisione | 1              | 1949-1950 | 1949-1950       | 32     |
| II      | Prima Divisione   | 4              | 1952-1953 | 1960-1961       | 32     |
| II      | Seconda Categoria | 10             | 1961-1962 | 1969-1970       | 32     |
| II      | Prima Categoria   | 14             | 1970-1971 | 1988-1989       | 32     |
| II      | Promozione        | 3              | 1991-1992 | 2008-2009       | 32     |
| III     | Seconda Categoria | 2              | 1983-1984 | 1989-1990       | 2      |

## Tifoseria

### Storia
Il tifo organizzato della Sancataldese è nato nel 1991. Dal 2002, il gruppo ultrà organizzato più importante è quello denominato Commando Neuropatico, che segue le trasferte della squadra verdeamaranto.

### Gemellaggi e rivalità
La tifoseria organizzata sancataldese intrattiene gemellaggi di lunga data con la tifoseria del Canicattì (dal 1993), dell'Enna (dal 2003) e del Serradifalco. Altre sentite amicizie sono sostenute con le tifoserie di Pro Favara e Acireale. 
Per quanto concerne le rivalità, spicca in primis quella con la tifoseria della Nissa. Quella con i nisseni è una rivalità extracalcistica, infatti essa trova origine nel forte campanilismo fra gli abitanti di Caltanissetta (capoluogo del libero consorzio comunale) e San Cataldo (uno tra i più importanti centri del territorio). A seguire, rapporti tesi anche con i tifosi di Licata, Caltagirone, Trapani, Messina, Milazzo e Noto.